# Wietse Venema
Wietse Zweitze Venema (Jakarta) is een Nederlands programmeur en natuurkundige. Hij is de ontwikkelaar van een aantal bekende applicaties en tools, zoals de mailserver Postfix, de securityscanner SATAN (samen met Dan Farmer) en het TCP Wrapper-systeem.

## Levensloop
Venema studeerde natuurkunde aan de Rijksuniversiteit Groningen en behaalde daar de doctorsgraad. Hij werkte twaalf jaar aan de faculteit Wiskunde en Informatica van de Technische Universiteit Eindhoven, waar hij zich onder andere bezighield met het schrijven van software voor het automatiseren van electronic data interchange. Ook schreef hij (in 1990) software ter detectie van computerinbraak: TCP Wrapper, waarmee binnenkomende verbindingen op een computer gemonitord kunnen worden, en later SATAN, waarmee computernetwerken op beveiligingslekken gecontroleerd konden worden.
In 1996 verhuisde hij naar de Verenigde Staten voor een onderzoeksbaan op het gebied van computerbeveiliging aan het Thomas J. Watson Research Center van IBM. Hier ontwikkelde hij Postfix.
In 2015 verruilde hij IBM voor Google.

## Software
Enkele bekende applicaties en tools ontwikkeld door Venema:
- Postfix (een mailserver)
- SATAN (een securityscanner, samen met Dan Farmer)
- TCP Wrapper (een netwerkfilter)
- The Coroner's Toolkit (een verzameling securitytools, samen met Dan Farmer)